# Фуглі
Фу́глі — колишнє село в Україні, у Миргородському районі Полтавської області, підпорядковувалося Черкащанській сільраді. Знято з обліку 19 листопада 2021 року.

## Географія
Село Фуглі примикало до села Запорожці. По селу протікав струмок з загатою, що пересихав.

## Об'єднання
Рішенням Полтавської обласної ради від 21 жовтня 2021 року об'єднане з селами Запорожці та Мокрії, у зв'язку з об'єднанням виключене з облікових даних.